# Please, Please, Please
"Please, Please, Please" é uma canção rhythm and blues de James Brown and the Famous Flames. Escrita por Brown e Johnny Terry e lançada como single pela Federal Records em 1956, atingiu o número seis na parada R&B. A gravação de estreia do grupo e primeiro sucesso nas paradas, se tornaria sua canção assinatura. Esteve presente na lista das 500 melhores canções de todos os tempos da revista Rolling Stone.

## Créditos
- James Brown – vocais

com os Flames:
- Bobby Byrd – background vocals
- Johnny Terry – background vocals
- Sylvester Keels – background vocals
- Nash Knox – background vocals
- Nafloyd Scott – guitarra

e ainda:
- Wilbert "Lee Diamond" Smith – saxofone tenor
- Ray Felder – saxofone tenor
- Lucas "Fats" Gonder – piano
- Clarence Mack – baixo
- Edison Gore – bateria[3]